# Stam1na
Stam1na je finská metalová kapela pocházející z Lemi, malého venkovského městečka z regionu Jižní Karélie, která vznikla v roce 1996.
Styl kapely je asi nejlépe popsatelný jako progresivní metal s vlivy thrashe, deathu a alternativních tendencí.

## Členové
- Antti „Hyrde“ Hyyrynen - zpěv, elektrická kytara (1996–)
- Pekka „Pexi“ Olkkonen - elektrická kytara (1996–)
- Teppo „Kake“ Velin - bicí (1996–)
- Kai-Pekka „Kaikka“ Kangasmäki - baskytara (2005–)
- Emil „Hippi“ Lähteenmäki - klávesy (2009–)

## Diskografie

### Alba
- Stam1na (2005)
- Uudet Kymmenen Käskyä (2006)
- Raja (2008)
- Viimeinen Atlantis (2010)
- Nocebo (2012)
- SLK (2014)
- Elokuutio (2016)
- Taival (2018)

### Singly
- Kadonneet Kolme Sanaa (2005)
- Paha Arkkitehti (2005)
- Edessäni (2006)
- Likainen Parketti (2006)
- Valtiaan uudet vaateet (2012)
- Puolikas ihminen (2012)
- Panzerfaust (2014)
- Dynamo (2014)
- Vapaa on sana (2014)
- Kuudet raamit (2016)
- Verisateenkaari (2016)
- Elämänlanka (2018)
- Enkelinmurskain (2018)
- Gaian lapsi (2018)

### DVD
- Sakara Tour 2006 (2007)
- K13V (2009)

### EP
- Väkivaltakunta (2003)

### Dema
- Brainrape (1997)
- Moulted Image (1998)
- Passion Sessions (1999)
- Vihaa (2001)
- Promo 2002 (2002)
- Arkkitehti (2004)
- Liha (2004)